# Xiaomi Mi Pad 4
Xiaomi Mi Pad 4 та Xiaomi Mi Pad 4 Plus — планшетні комп'ютери від компанії Xiaomi. Mi Pad 4 був представлений разом з Xiaomi Redmi 6 Pro 25 червня 2018 року, а Mi Pad 4 Plus — 14 серпня того ж року. Головними відмінностями між моделями є діагональ дисплея та присутність у Mi Pad 4 Plus сканера відбитків пальців.
Mi Pad 4 існує у версії з підтримкою LTE та без її підтримки, коли Mi Pad 4 Plus продавався виключно з підтримкою LTE.

## Дизайн
Екран виконаний зі скла. Корпус виконаний з алюмінію з пластиковою вставкою зверху.
Екран має заокруглені кути та доволі тонкі рамки по бокам. На нижній рамці екрана Mi Pad 4 Plus розміщений овальний сканер відбитків пальців.
У вертикальному положенні знизу розміщені роз'єм USB-C, стереодинаміки та мікрофон, а зверху — 3,5 мм аудіороз'єм. Зліва розташований слот під карту пам'яті формату microSD до 128 ГБ та для SIM-картки формату Nano-SIM у LTE-моделей, а справа — гойдалка регулювання гучності та кнопка блокування.
Mi Pad 4 та Mi Pad 4 Plus продавалися в чорному та Rose Gold кольорах.

## Технічні характеристики

### Платформа
Пристрої отримали процесор Qualcomm Snapdragon 660 з графічним процесором Adreno 512.

### Батарея
Батарея Mi Pad 4 отримала об'єм 6000 мА·год, а Mi Pad 4 Plus — 8620 мА·год.

### Камера
Планшети отримали основну камеру Omnivision OV13855 на 13 Мп з діафрагмою f/2.0, фазовим автофокусом і можливістю запису відео в роздільній здатності 1080p@30fps та фронтальну камеру Samsung S5K5E8 на 5 Мп з діафрагмою f/2.0 і можливістю запису відео в роздільній здатності 720p@30fps.

### Екран
Екран IPS LCD, WUXGA (1200 × 1920) зі співвідношенням сторін 16:10. У Mi Pad 4 він має діагональ та щільність пікселів 8" і 283 ppi відповідно, а в Mi Pad 4 Plus — 10,1" і 224 ppi.

### Звук
Планшети отримали 2 динаміки, що розташовані на нижньому торці, але за такого розташування стереоефект відсутній.

### Пам'ять
Xiaomi Mi Pad 4 продавався в комплектаціях 3/32 та 4/64 ГБ. Версія з LTE продавалася виключно у конфігурації 4/64 ГБ.
Xiaomi Mi Pad 4 Plus продавався в комплектаціях 4/64 та 4/128 ГБ.

### Програмне забезпечення
Планшети були випущені на MIUI 9 на базі Android 8.1 Oreo і були оновлені до MIUI 10.

## Рецензнії

### Xiaomi Mi Pad 4
Оглядач з інформаційного порталу ITC.ua поставив Xiaomi Mi Pad 4 4 бали з 5. До мінусів він відніс відсутність швидкої зарядки та сканера відбитків пальців. До плюсів оглядач відніс дизайн, непоганий дисплей та продуктивність. У висновку він сказав, що «Це компромісний пристрій, хоча по-іншому бюджетний планшет і не зробити. В цілому він залишає приємні враження, але при ближчому розгляді стає помітна його недорога сутність. Тим не менш, при умові ціни, що рівна рекомендованій, таку покупку можна назвати привабливою, особливо для дітей або невибагливих користувачів невеликих смартфонів або простих телефонів.»
Оглядач з інформаційного ресурсу Pingvin.Pro похвалив планшет за дизайн, продуктивність, зв'язок та непоганий звук, але розкритикував стабільність MIUI. У висновку він сказав, що цей планшет підійшов би тим «…кому необхідний компактний пристрій для буденних задач. Подивитись YouTube, пограти в ігри чи хоч би дитині включити улюблений мультик в дорозі. Зрештою, почитати книжку або використовувати для роботи. Xiaomi Mi Pad 4 є дійсно класним планшетом за свою ціну, навіть попри свої незначні недоліки, які не так вже й важко «підкорегувати».»

## Спеціальне видання Xiaomi Mi Pad 4 Plus
У 2019 році Xiaomi випустила спеціальне видання Xiaomi Mi Pad 4 Plus, що присвячене 70-річчю КНР. Це видання вирізняється стилізованою коробкою та анімацією завантаження пристрою. Було випущено 15000 таких планшетів, а розповсюджувалися вони виключно серед китайських військових.